# Szydłowiec (gmina)
Pour les articles homonymes, voir Szydłowiec.
Szydłowiec est une gmina mixte (urbaine-rurale) du powiat de Szydłowiec, Mazovie, dans le centre-est de la Pologne.
Son siège administratif (chef-lieu) est la ville de Szydłowiec (siège de la powiat), qui se situe à environ 110 km au sud de Varsovie (capitale de la Pologne).
La gmina couvre une superficie de 138,15 km2 pour une population de 19 290 habitants en 2006.

## Géographie
Outre la ville de Szydłowiec, la gmina inclut les villages et localités de:

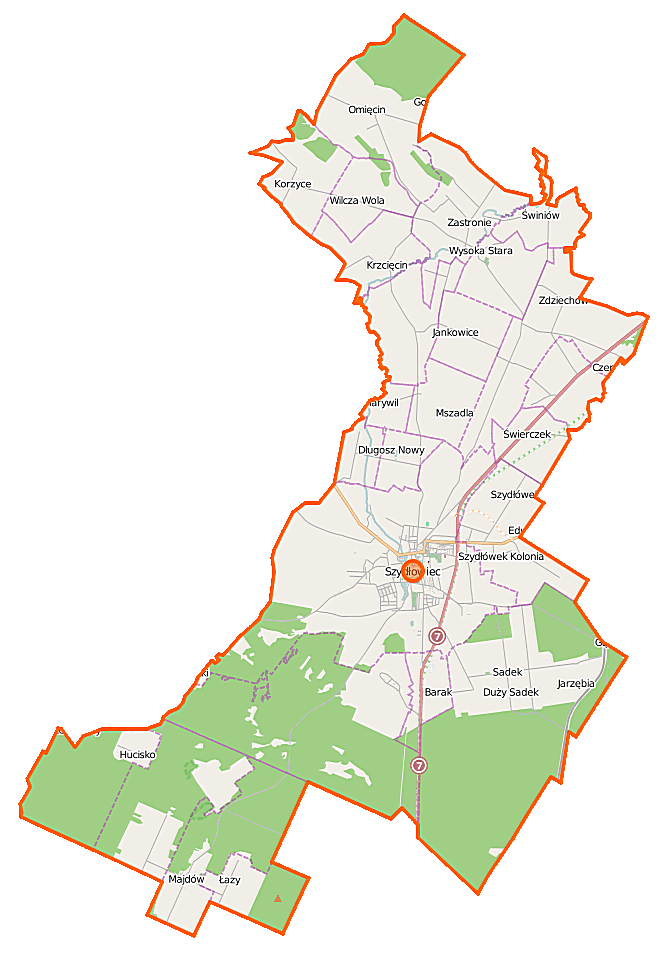
Plan de la gmina

- Barak
- Chustki
- Ciechostowice
- Długosz
- Hucisko
- Jankowice
- Korzyce
- Krzcięcin
- Łazy
- Majdów
- Marywil
- Mszadla
- Omięcin
- Rybianka
- Sadek
- Świerczek
- Świniów
- Szydłówek
- Wilcza Wola
- Wola Korzeniowa
- Wysocko
- Wysoka
- Zastronie
- Zdziechów

### Gminy voisines
La gmina de Szydłowiec est voisine de:

la ville de:
- Skarżysko-Kamienna

et les gminy de:
- Bliżyn
- Chlewiska
- Jastrząb
- Mirów
- Orońsko
- Skarżysko Kościelne
- Wieniawa.

## Structure du terrain
D'après les données de 2002, la superficie de la commune de Szydłowiec est de 138,15 km2, répartis comme telle :
- terres agricoles : 53%
- forêts : 38%

La commune représente 29,45% de la superficie du powiat.

## Démographie
Données du 30 juin 2004 :
| Description        | Total  | Total | Femmes | Femmes | Hommes | Hommes |
| ------------------ | ------ | ----- | ------ | ------ | ------ | ------ |
| Unité              | Nombre | %     | Nombre | %      | Nombre | %      |
| Population         | 19 390 | 100   | 9 814  | 50,6   | 9 576  | 49,4   |
| Densité (hab./km²) | 140,4  | 140,4 | 71     | 71     | 69,3   | 69,3   |